# John James Thornber
John James Thornber ( 1872 - 1962 ) fue un botánica y profesor estadounidense, apasionado por los cactos. Desarrolló actividades académicas como profesor de Botánica en el College de Agricultura, de la Universidad de Arizona
Realizó sus identificaciones y nombramientos de nuevas especies en coautoría con su colega Frances Bonker (1904-1981).

## Algunas publicaciones
- john j. Thornber. 1909a. Pruning of ornamental plants

- -------------------------. 1909b. Relation of plant growth to climatic conditions. 7 pp.

- -------------------------. 1909c. Vegetation groups of the desert laboratory domain. 10 pp.

### Libros
- margaret neilson Armstrong, john j. Thornber. 1935. Field book of western wild flowers. Editor Putnam, 596 pp.

- john j. Thornber, francés Bonker. 1932. The Fantastic Clan: the Cactus Family. 194 pp., 53 figs. The Macmillan Company. NY.

- francés Bonker, john j. Thornber. 1930. The sage of the desert & other cacti; studies of that fantastic clan, the cactus of the desert, and other interesting and peculiar desert growths. Stratford Co.

- john j. Thornber. 1914. The practical application of the Kent grazing bill to western and southwestern grazing ranges: Delivered at the 17th annual convention of the American Live Stock Association, Denver, Colo. Editor Amer. National Live Stock Assoc. 15 pp.

- -------------------------. 1912. Resistance to frost of introduced trees and shrubs. Editor Univ. of Arizona Agr. Experiment Station, 8 pp.

- -------------------------. 1901. Prairie-grass formation in region I. Editor Univ. of Nebraska (Lincoln campus). 286 pp.

- La abreviatura «Thornber» se emplea para indicar a John James Thornber como autoridad en la descripción y clasificación científica de los vegetales.[3]

Publicó sus 38 nuevas especies () en Cactaceae (Backeberg); Fantast. Clan; Cacti Ariz.; Field Book W. Wild Fl. 244; Contr. U.S. Natl. Herb.